# Kleptothermie
Kleptothermie (von altgriechisch κλέπτειν kléptein „stehlen, listig entwenden“ sowie θέρμη thérmē „Wärme, Hitze“) bedeutet Wärmediebstahl (englisch kleptothermy) und benennt die bei Amphibien und Reptilien beobachtete Strategie, vom Wärmehaushalt anderer Tiere zu profitieren.
Fast alle Amphibien und Reptilien sind wechselwarme Tiere und nehmen daher weitgehend die Temperatur ihrer Umgebung an. Gleichwohl verstehen sie oft, durch unterschiedliche Strategien ihre Körpertemperatur in Grenzen zu halten. So suchen beispielsweise Schlangen zur Erhöhung ihrer Körpertemperatur die direkte Sonnenstrahlung oder schmiegen sich an erwärmte Felsen.
Die australischen Biologen François Brischoux, Xavier Bonnet und Richard Shine von der University of Sydney haben beim Gewöhnlichen Plattschwanz (Laticauda laticauda), einer giftigen Seeschlange, ein Verhalten festgestellt, das sie mit der Bezeichnung Kleptothermie belegen. Sie hatten das Tier mit einem Gerät ausgestattet, das Zeit, Tauchtiefe und Temperatur aufzeichnete und konnten so feststellen, dass es sich in einer Nisthöhle von Keilschwanz-Sturmtauchern (Puffinus pacificus), die eine konstante Körpertemperatur von ca. 37 Grad Celsius aufrechterhalten, drei Tage lang aufwärmte.
Auch andere wechselwarme Tiere zeigen dieses Verhalten, etwa die Schwarze Mamba (Dendroaspis polylepis), die sich gerne in die klimatisierten Termitenhügel zurückzieht.